# Holger Wederkinch
Holger Peder Wederkinch (3. marts 1886 i Sønderby på Femø – 24. december 1959 i København) er en dansk billedhugger, der bl.a. udførte bronzefiguren Isbjørn med unger (1929, modtog guldmedalje i Paris), der står ved Langelinie, og som i 1937 blev skænket til Københavns Havnevæsen af en anonym giver.
Han var søn af translatør, dr.phil., folketingsmand Julius Wederkinch-Madsen og Caroline Margrethe Pedersen. 
Han blev gift 1. gang 5. juli 1918 i Ordrup Kirke med Elsie Peschcke Køedt (22. november 1882 på Frederiksberg – 17. april 1924 i Charlottenlund), datter af grosserer og politiker Andreas Peschcke Matthiesen Køedt og Elisabeth Ellen Duval. 2. gang ægtede han 19. november 1927 i København Margit Emmy Rigmor Frank Olsen (5. februar 1907 i Malmö – 27. februar 1984 i København), datter af direktør William Frank Olsen og Edith Margrethe Dan. 
I 1930 skænkede den danske stat Wederkinchs rytterstatue La France renaissante til Paris by. Denne skulptur plasseredes ved Bir-Hakeim-broen i Paris, hvor den stadig kan beskues.
Han er begravet på Vestre Kirkegård.